# Batalla del llac Vadimonis (310 aC)
La batalla del llac Vadimonis es va lliurar l'any 310 aC entre Roma i els etruscs. Aquesta batalla, que va tenir lloc vora el llac Vadimonis, va ser la més gran entre les dues nacions. Els romans, dirigits pel dictador Luci Papiri Cursor Mugil·là, van assolir la victòria guanyant terreny i influència en la regió. Els etruscs van patir grans pèrdues en la batalla i mai tornarien a recuperar la seva anterior glòria.